# Cystiscus minor
Cystiscus minor is een slakkensoort uit de familie van de Cystiscidae. De wetenschappelijke naam van de soort is voor het eerst geldig gepubliceerd in 2003 door Boyer.